# Deutsche Herzen – Deutsche Helden
Deutsche Herzen – Deutsche Helden ist ein populärer deutscher Fortsetzungsroman des 19. Jahrhunderts und der vierte von fünf großen Lieferungs- bzw. Kolportageromanen, die Karl May für den Verlag H. G. Münchmeyer verfasste. Auf ganzen 2.610 Seiten in insgesamt 109 Lieferungen à durchschnittlich 24 Seiten bot der Autor seinen Lesern von Dezember 1885 bis Januar 1888 „atemlose Spannung“.

## Inhalt
Zusammen mit dem schrulligen Lord Eagle-nest und dem geheimnisvollen Helden Oskar Steinbach macht sich der junge Hermann von Adlerhorst daran, die verschiedenen Mitglieder seiner Familie zu suchen, die durch eine Tragödie zwanzig Jahre zuvor in alle Welt verstreut wurden. Ihre Spuren finden sich im Orient, im Wilden Westen und in Sibirien.
- 1. Capitel: Eine deutsche Sultana und 2. Kapitel: Die Königin der Wüste (Türkei und Afrika, 816 Seiten)
- Zweite Abtheilung: Der Fürst der Bleichgesichter – I. Die Taube des Urwaldes und II. Im Thale des Todes (Amerika, 762 Seiten)
- Dritte Abtheilung: Der Engel der Verbannten – I. Unter den Zobeljägern und Zweites Capitel: Auf der Flucht (Sibirien, 724 Seiten)
- Dritte Abtheilung: Zum guten Schlusse (Wiesenstein, 307 Seiten)

### Orientteil (Istanbul und Nordafrika)
Racheschwur

#### In Istanbul
1. Der Derwisch trifft auf Lord Eagle-nest, der auf Normann, dieser malt Tschita, welche an Ibrahim verkauft wird.
2. Hermann verliebt sich in Zykyma, Steinbach bietet Hermann seine Hilfe an.
3. Steinbach erfüllt seine diplomatische Mission im Haremsgarten des Großherrn und verliebt sich dabei in Gökala, wird von Polikeff niedergeschlagen und an Bord der Eagle-nest gerettet.
4. Befreiung der Sklavinnen schlägt fehl, Abreise und Verfolgung.

#### In Tunesien
1. Steinbach trifft in der Wüste Krüger-Bei und befreit Hiluja.
2. Eagle-nest wird von zwei Huren geneppt und von Said befreit, nachdem dieser Hermann und Normann bezüglich Ibrahims informiert hat.
3. Eagle-nest trifft auf den Derwisch und entdeckt dessen Attentat, der Derwisch wird gefasst, Ibrahim entkommt.
4. Verfolgung Ibrahims, er kann mit Zykyma und Said entkommen, Steinbach kann Tschita befreien.

#### In Ägypten
1. In Kairo trifft Eagle-nest auf Gökala.
2. In der Wüste trifft Ibrahim auf Falehd und Polikeff und gelangt mit ihnen zu den Beni Sallah.
3. Rückblick: während Steinbach vom Khedive einen Auftrag zu den Beni Sallah erhält, rettet Hilal Hiluja.
4. Bei den Beni Sallah wird Falehd von Steinbach besiegt.
5. Krieg gegen die Beni Suef, vorher kommen die Beni Abbas mit Badijas und Hilals Vater.
6. Steinbach trifft auf Nena und Falehd will die Mädchen töten, wird aber selbst von Hilal zerschmettert.
7. Polikeff und Ibrahim rauben Zykyma, Badija und Hilal und entkommen.
8. Steinbach nimmt mit Normann und Hilal die Verfolgung auf, befreit die Mädchen und folgt mit Norman und Zykyma dem Grafen und Ibrahim. Ab Kairo wird die Verfolgung mit Eagle-nest auf der Eagle-nest fortgesetzt, wieder ergebnislos.

### Amerikateil

#### Wilkinsfield
1. Auseinandersetzung Wilkins, Almys, Sams und der Snakers-Brüder mit Burkers Bande.
2. Auseinandersetzung Wilkins, Almys, Sams und der Snakers-Brüder mit und um Robin Walker.
3. Auseinandersetzung Wilkins, Almys, Sams und der Snakers-Brüder mit Leflor.
4. Walker verkauft widerrechtlich an Leflor Besitztitel von Wilkinsfield.

#### Silbersee
1. Sam Barth trifft sich mit Jim und Tim Snaker und auf die von Burkers Bande ausgeraubte Familie Rothe.
2. Rücknahme des Raubes und weiter zum Silbersee. Bill Newton (= Derwisch = Florin) taucht auf und wird gefangen.
3. Steinbach und „Starke Hand“ fangen die Bande und ziehen mit Sam den feindlichen Maricopas entgegen, die als Gefangene Magda Hauser mitschleppen und von Zimmermann verfolgt werden.
4. Befreiung Magdas mit Sieg über und Frieden mit den Maricopas, Verfolgung von Roulin.
5. Befreiung Florins durch Leflor, der mit ihm zu Walker zieht.

#### Todesthal
1. Diverse Zusammentreffen bei der „gelehrten Emeria“ und daraus folgend:
2. Besuch Steinbachs und Sam’s bei Miranda.
3. Vereitelter Raubmord an Günther von Langendorff.
4. Flucht Walkers mit Roulin und Leflor aus Wilkinsfield und Bill Newton, dem einstigen Derwisch.
5. Verfolgung derselben durch Steinbach und Kameraden.
6. Verführung Balzers durch Miranda und Entführung der beiden Wilkins, Magdas und Friedrichs auf Balzers Schnellsegler bis in den Colorado.
7. Zusammentreffen der Verfolger mit Lord Eagle-nest und Hermann, gemeinsame weitere Verfolgung auf der Eagle-nest.
8. Zusammentreffen der Verfolger mit den Apachen und Maricopas und der Verfolgten mit den Papagos.
9. Getrennter Marsch zum Todesthal: Oskar mit Sam vorweg bringen die Mine in ihre Gewalt und befreien die Gefangenen.
10. Florin bestiehlt Walker und flieht, wird von Oskar einkassiert, während die Apachen die Papagos überholen.
11. Überwältigung der Papagos an der Mine, Festsetzen aller Verbrecher.
12. Flucht Florins und Verfolgung durch Oskar, dabei Zusammentreffen mit einem entflohenen sibirischen Verbannten, der den Vater Semawas kennt.

### Sibirienteil

#### In Platowa
1. Florin taucht als „Peter Lomonow, Kaufmann aus Orenburg“ in Platowa auf, flieht aber bald vor Sam und den Snakers-Brüdern.
2. Der Kreishauptmann und sein Sohn sehen, wie Georg von Karparla belohnt wird. Anschläge, Schikanen und Verhaftung Georgs folgen.
3. Der Rittmeister zeigt einem seiner Leutnants Karparla beim Baden, Sam und die Snakers vertreiben ihn.
4. Sam kommt mit den Snakers nach Platowa, steigt beim Tungusenfürsten ab, stutzt den Kreishauptmann und seinen Sohn zurecht und befreit Georg, den Karparla zum Mückenfluss schickt.
5. Karparla stößt auf Semawa/Gökala, Polikeff erkennt den Kreishauptmann (Saltikoff), Sam belauscht Polikeff und Saltikoff.
6. Sam kauft einen Soldaten frei, züchtigt den Rittmeister und dessen Vater und lässt für zweihundert Verbannte Waffen entwenden.
7. Oskar Steinbach trifft ein, wird von Sam informiert, dass Georg von Adlerhorst, der Maharadscha, Florin und Alexei Polikeff auf dem Weg zum Mückenfluss sind und der Kreishauptmann des Grafen Verbündeter ist, und zu Semawa gebracht.
8. Oskar verhaftet als Gardekavalleriegeneral unter Verwendung eines Ukas imennoj (Zarenbefehls) Iwan Saltikoff und seinen Sohn, schickt das Kleeblatt zum Mückenfluss voraus und folgt mit allen anderen.

#### Bei dem Hofgut Dobronitsch
1. Alexius Boroda will zweihundert Verbannte bei Mila Dobronitsch anmelden, wird dabei gefasst und entkommt dem Wachtmeister, den Milas Vater verjagt.
2. Der ungeliebte, arrogante Nachbar will um Mila freien, holt sich einen Korb und trifft auf den Wachtmeister Wassilei, mit dem er auf Rache sinnt.
3. Wassilei will Georg verhaften, muss aber wieder erfolglos abziehen.
4. Georg wird ins Versteck gebracht, belauscht Wassilei und Polikeff, die in die Räucherkammer einsteigen, und trifft auf Boroda. Mit Peter können sie die Halunken einwässern.
5. Florin erscheint mit Zobeljägern und wird zurückgewiesen, ebenso Polikeff, nur der Oberleutnant darf das Haus durchsuchen und die Einbrecher entdecken.
6. „Nr. 5“, Maharadscha Banda, warnt Boroda und trifft auf das Kleeblatt. Sam übernimmt, die Verbannten kommen sicher in die Höhle, die Kosaken suchen vergeblich.
7. Der kommandierende Major will sich an Peter halten, was Sam verhindert, schließlich sitzt Florin in der Räucherkammer und das ganze Gut wird umstellt.
8. Sam trifft im Versteck auf seinen Bruder und erfährt, dass Alexius sein Neffe ist. Er bemerkt auch dessen Gefühle für Mila und ebnet beiden den Weg.
9. Sam düpiert den Major so, dass er die Flüchtlinge aus dem Versteck führen und in der Stanitza ausrüsten und den Tungusen entgegenschicken kann, wo sie bewaffnet werden.
10. Georg und die Familie Barth sind zurückgeblieben. Oskar trifft ein:
11. „In der Uniform eines Generallieutenants der russischen Gardekavallerie“ rehabilitiert Oskar Georg und Banda und begnadigt die Familie Barth samt Helfern beider im Namen des Zaren. Polikeff eröffnet er den Haftbefehl samt Beschlagnahme seiner Güter, Florin die Auslieferung durch Russland.
12. Verlobung Milas mit Alexius, Zusammenführung Bandas mit Semawa und Karparlas mit ihren Eltern Barth.

### In Wiesenstein
1. Sendewitsch belauscht Ibrahim Pascha, der Albin Schubert engagiert, um Zykyma und Tschita zu entführen, und informiert Sam.
2. Florin wird eingekerkert und Ibrahim erweitert den Auftrag Schuberts um die Befreiung Florins.
3. Sam organisiert die Befreiung Florins und die Flucht in die Meierei unter Observation durch Geheimpolizei, um beide eines auf deutschem Boden begangenen Verbrechens überführen und nach Landesrecht verurteilen lassen zu können.
4. Kaum vorbereitet wird dieser Plan ersetzt durch die Idee, die ganze Handlung auf Burg Grafenreuth zu konzentrieren, wohin auch Zykyma und Tschita „gelockt“ werden sollen und wo auch alle anderen sich scheinbar ermorden lassen sollen.
5. Lord Eagle-nest trifft ein mit allen aus dem „Thal des Todes“ Geretteten.
6. Die „Befreiung“ wird vorverlegt, Steinbach trifft mit großem Gefolge (Sibirienakteure) ein.
7. Planmäßig gehen erst die beiden Damen ins Netz, dann der Rest der Gesellschaft.
8. Ibrahim versucht nach dem scheinbaren Massenmord, auch Florin und Schubert umzubringen, was scheinbar gelingt, dann sinnen diese auf Rache.
9. Während der Verhaftung tötet Florin erst den Pascha und dann sich selbst, Schubert hängt sich in der Haft auf.
10. Audienz beim Großherzog: Steinbach zeigt sich als Prinz Oscar, anwesend außer diesen: Banda und Semawa, alle Überlebenden der Familie Adlerhorst und ihre jeweiligen Verlobten, Sam Barth samt Bruder mit Familie, den Snakers und Familie Dobronitsch.

## Lyrikreferenzen
An mehr als zwanzig Stellen seines Romans nimmt Karl May Bezug auf Lyrik. „Referenzen auf Fremdtexte dienen der Erweiterung des semantischen Raumes; dieser Raum, durch eine Narration gestiftet, wird mittels Bezugnahmen auf Literatur vertieft. Drei Funktionen der Sujetstiftung werden sichtbar: Intensivierung, Konzentration und Realitätsverdopplung.“
„Viele dieser Gedichte und Lieder sind prominent im Kanon verankert und dürften Karl Mays Primärrezipienten geläufig gewesen sein, darunter Heines Loreley. In anderen Fällen handelt es sich auch um eine Art Stegreiflyrik aus gegebenem Anlass... Mutmaßlich von May selbst gedichtet, tritt diese Gelegenheitsdichtung in emotional zugespitzten Situationen auf und fungiert als Medium des Gefühlausdrucks der Protagonisten. Versdichtung dient dem Ausdruck von Liebesüberschwang (vgl, S. 322f., Paul Normanns Jodler) und Liebesverzicht (vgl, S. 408, Lord Eagle-nest) und konkurriert mit nichtsprachlichen Zeichen der Liebeserfahrung.
Diese lyrischen Bezugnahmen auf zum Teil kanonische Texte von Rang harmonieren gut mit einer literarisch präfigurierten Welt, deren wichtigster Referenztext Die Entführung aus dem Serail ist, die aber auch von Carl Maria von Webers romantischer Oper Der Freischütz (S. 1395), von Shakespeares Romeo und Julia (S. 155), Heinrich von Kleists Lustspiel Der zerbrochne Krug (S. 1732: „Es stinkt ganz gewaltig nach Hölle und Schwefel“) und Dantes Inferno (S. 1337) kündet; und einmal wird womöglich sogar auf den Don Quijote angespielt (vgl. S. 457). Mythische Stoffe, darunter die Sage vom Ewigen Juden (S. 29) und die Melusinenfabel (S. 158), Bibelverse und Suren des Korans (S. 226), die griechische und römische Sagenwelt (S. 2459), die Märchen aus Tausendundeiner Nacht (S. 2255) erweitern den semantischen Raum ins Fabelhafte. Auch wirkt die Ereignisfolge teilweise so unwirklich, dass die „Wirklichkeit“ für einen „Roman“ genommen werden muss (S. 2257: „Das ist ein Roman!“ „Nein. Es ist die Wirklichkeit!“).“